# سنگالیا کتچو
سنگالیا کتچو (نام علمی: Acacia catechu) نام یک گونه از سرده اقاقیا است.

## نگارخانه

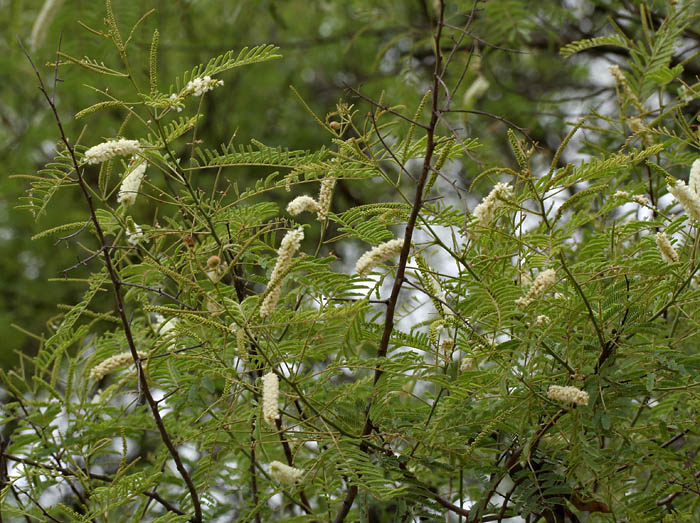
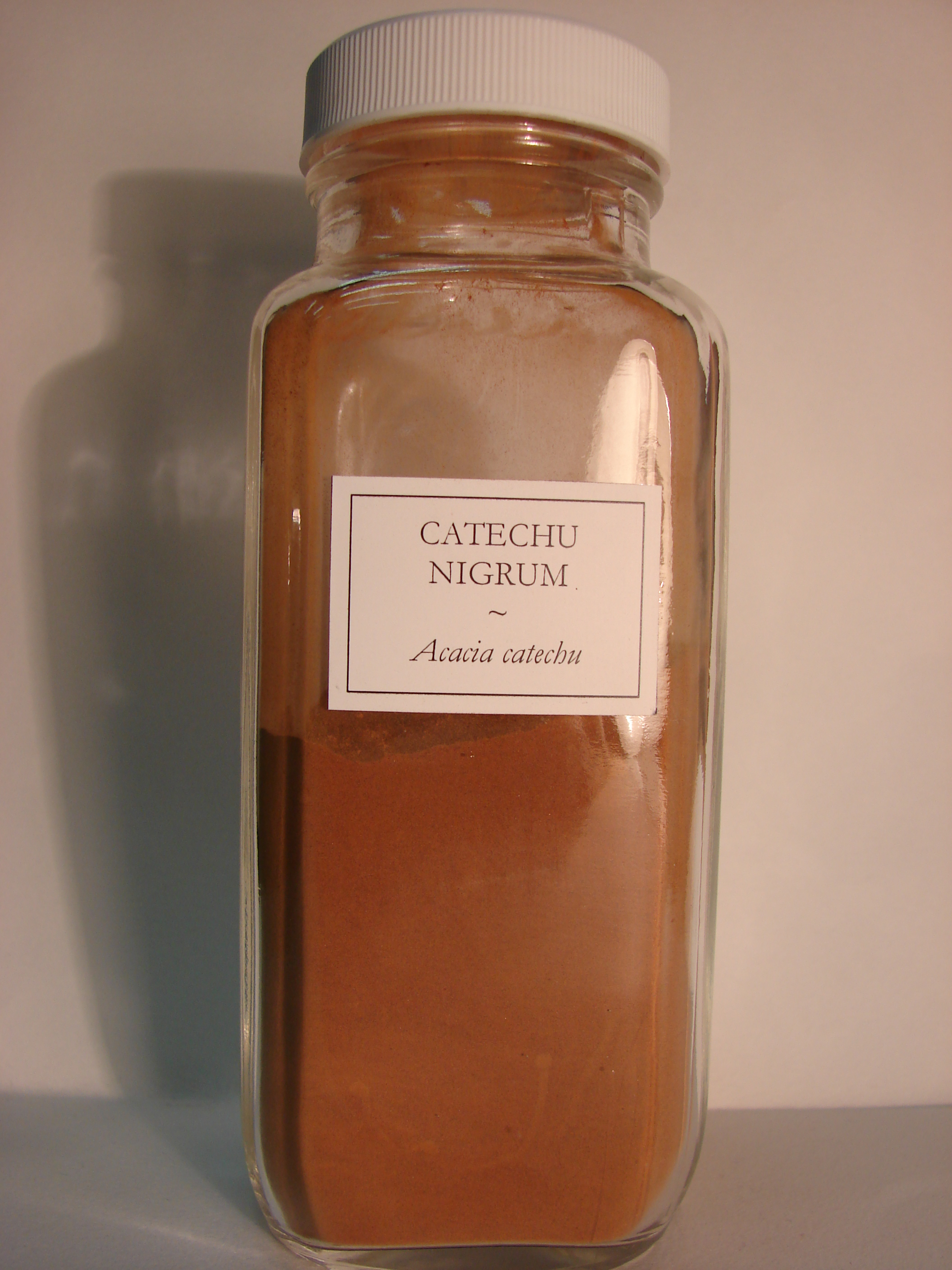
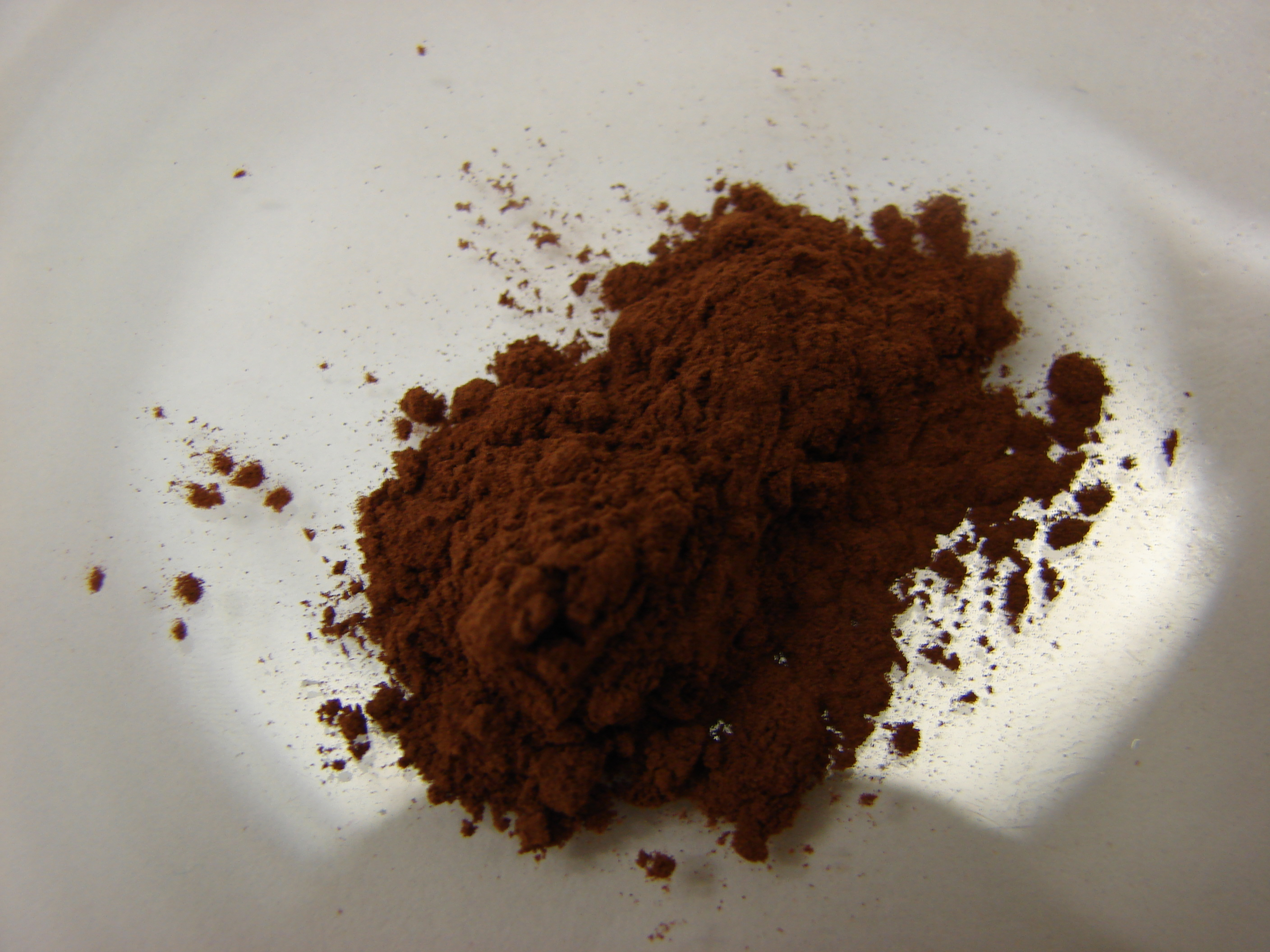